# MWSS-172
Le Marine Wing Support Squadron 172 (ou MWSS-172) est une unité de soutien au sol de l'aviation du Corps des Marines des États-Unis. Connus sous le nom de "Firebirds", l'escadron est basé au Camp Foster (Ginowan), au Japon. L'escadron fait partie du Marine Aircraft Group 36 (MAG-36) et de la 1st Marine Aircraft Wing (1st MAW).

## Mission
Fournir toutes les exigences essentielles de soutien au sol aux escadrons de l'aviation de combat de l'US Marine Corps. De plus, l'escadron a pour mission  de compléter les installations et les services du Camp Foster et de la Marine Corps Air Station Futenma.

## Historique

### Origine
Le Marine Wing Support Squadron 172 (MWSS-172) a été activé le 16 juin 1986 à la Marine Corps Air Station Futenma (Okinawa), au Japon immédiatement après la désactivation des Wing Transportation Squadron 17, Wing Engineer Squadron 17 et Marine Air Base Squadron 36. Il fait partie du Marine Wing Support Group 17 (en).

### Service
- Des éléments du MWSS-172 ont servi parmi les quelque 30 000 militaires américains qui ont participé à l'Opération Restore Hope en Somalie en 1992.
- Guerre contre le terrorisme : Opération Noble Eagle, Opération Enduring Freedom et Opération Iraqi Freedom